# Cerkwica
Cerkwica (deutsch Zirkwitz) ist ein Dorf in der Landgemeinde Karnice (Karnitz) im Landkreis Gryficki (Greifenberger Kreis) in der polnischen Woiwodschaft Westpommern. (Bis 1998 gehörte das Dorf zur Woiwodschaft Stettin.)

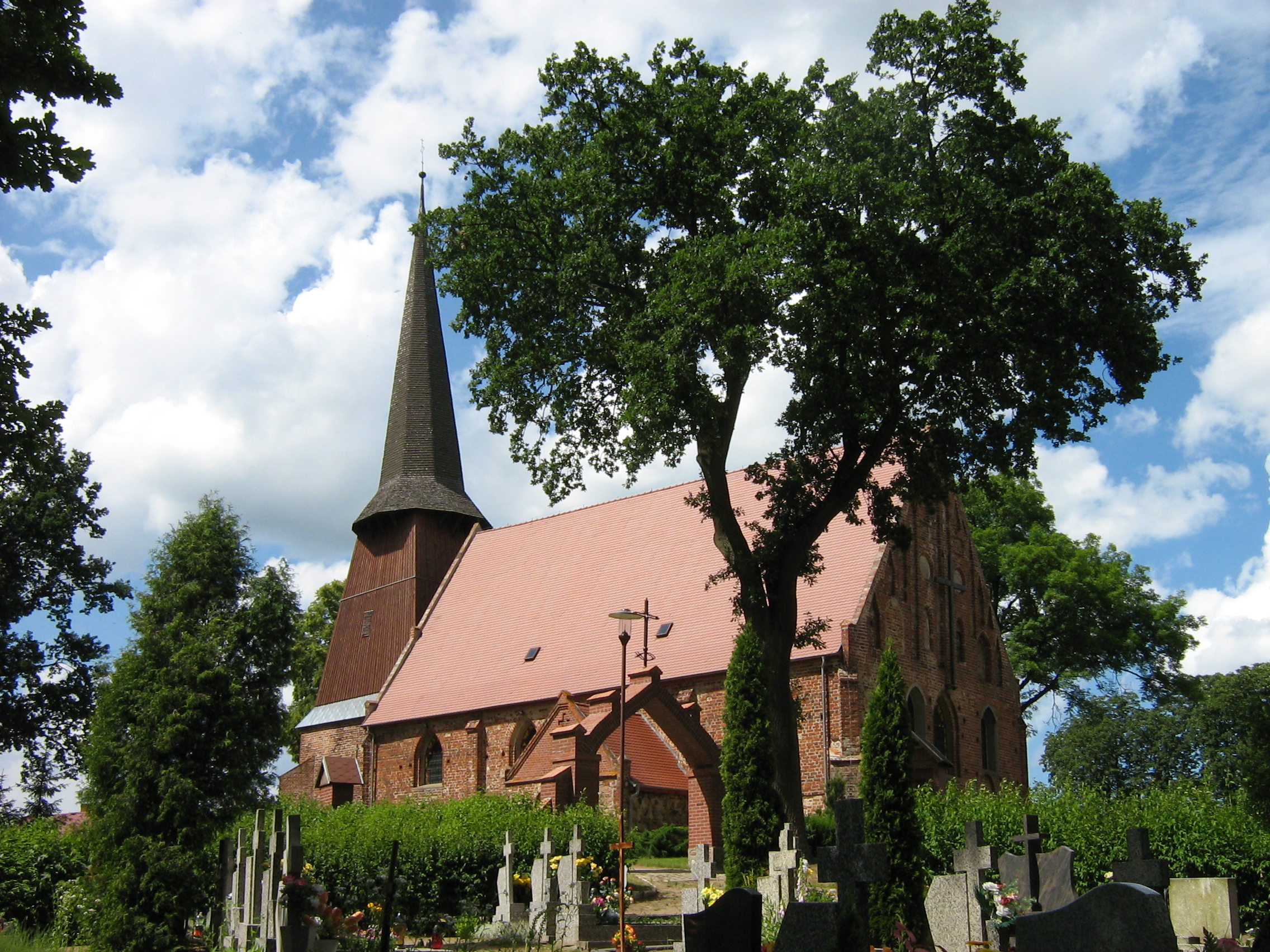
Kirche von Zirkwitz

## Geographische Lage
Die Ortschaft liegt in Hinterpommern, etwa fünf Kilometer südöstlich von Karnice (Karnitz), 13 Kilometer nordwestlich von Gryfice (Greifenberg i. Pom.) und 80 Kilometer nordöstlich von Stettin.

## Geschichte

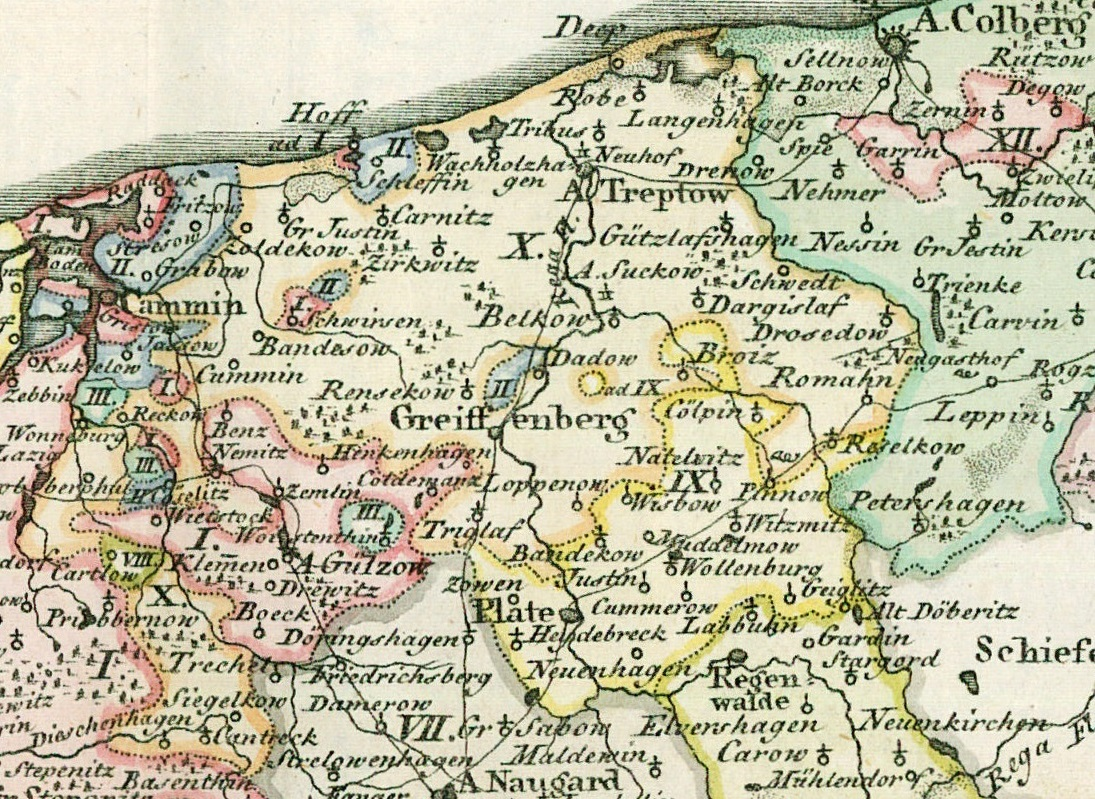
Zirkwitz westlich von Treptow an der Rega, östlich von Hoff und nördlich von Greifenberg i. Pom. auf einer Landkarte des 18. Jahrhunderts

Der Name Cerkwica bzw. Zirkwitz (1264: Cyrkevitze, 1314: Cirkevitz, auch Cerekwica) geht auf die Bedeutung Kirchort zurück (pomoranisch: cerkwa = Kirche). 1124 wurde in der Ortschaft eine feierliche Taufe der pommerschen Bevölkerung durch den Missionar Otto von Bamberg durchgeführt. Er wird auch der Apostel der Pommern genannt. Bereits 1270 wird für Cerkwica eine Kirche bezeugt, in der der Pleban (Leutpriester) Albertus den Verkauf des Flusses Rega an das Kloster Belbuck bezeugt. In 1287 wurde das Dorf dem Kloster der Prämonstratenser in Treptow übertragen. Ab 1321 werden ein Teslaw und Ganskin von Zirkwitz (Ganzekino de Cyrkevitze) genannt, letzterer als Knappe und Klostervasall. 1337 wird ein Wlphardo von Bevenhausen urkundlich angeführt.
Bereits vor der Säkularisation der religiösen Güter im 16. Jahrhundert war Zirkwitz in den Händen adliger Familien. So ist 1430 bereits Henning von Woedtke auf Zirkwitz, verehelicht mit Maria von Manteuffel aus dem Hause Brotiz, als Besitzer angeführt. Albrecht von Woedtke auf Zirkwitz musste im 16. Jahrhundert drei Lehnpferde zu Kriegsdiensten stellen. 1506 wurde er im Zusammenhang mit der Zahlung einer Summe von 25 Gulden als Rente an Claus von Brockhausen urkundlich. 1628 war vermutlich eine weitere Familie mit Anteilen von Cerkwica belehnt; darauf lässt zumindest die geringe Anzahl an Hufen zugunsten der Familie von Woedtke schließen. Vermutlich handelte es sich dabei um die Familie von Knessen.
Im 18. Jahrhundert besaß Peter Ernst von Woedtke das Gut. 1743 verkaufte er es zusammen mit zwei zugehörigen Bauernhöfen an den Major Georg Laurenz von Kameke. Dieser musste jedoch zugunsten Eggert von Woedtkes wegen eines Vorkaufsrechts zurücktreten. Ende des 18. Jahrhunderts geriet das Gut in Konkurs. Oberstleutnant Richard von Münchow erwarb es für 19.900 Taler und verkaufte es bald darauf an George Julius Felix von der Osten, Landrat des Ostenschen Kreises. Sein Sohn Friedrich Christoph August, königlich preußischer Leutnant im Dragoner Regiment von Brüsewitz und verheiratet mit Johanne Charlotte Dorothea von Zitzewitz, bewohnte 1801 das Gut. Anschließend wechselten die Besitzverhältnisse durch Tausch, Kauf oder Einheirat mehrfach, bevor das Gut 1891 an den preußischen Offizier Wilhelm Heinrich von Sydow kam, der Sophie Philippine von der Osten, Tochter des August von der Osten auf Zirkwitz, heiratete. Im 19. Jahrhundert hatte der Gutsbezirk eine Fläche von 559 ha. Seit 1818 war Zirkwitz Teil des Landkreises Greifenberg.
Auch während des Ersten Weltkriegs, der Weimarer Republik und des Zweiten Weltkriegs blieb das Gut in den Händen der Familie von Sydow, die zwischenzeitlich zwei weitere Vorwerke, Bauske und Libau, anlegte und das nahegelegene Gut Peterfitz erwarb und von Zirkwitz aus bewirtschaftete. Während des Zweiten Weltkriegs konnte der Besitzer, Fritz von Sydow, zunächst auf dem Gut verbleiben, da die Familie nach damaliger Ideologie bereits genug 'Blutzoll' im Ersten Weltkrieg geleistet hatte und für die Verwaltung unabkömmlich galt. Auf einer Tagung mit anderen Großgrundbesitzern nahm er aber Stellung gegen die Verstrickungen des Regimes und sagte in einer Rede: „Ich bin nicht bereit, meine weiße Weste gegen eine braune einzutauschen.“ Der Verfolgung durch Polizei bzw. SA entging Fritz von Sydow durch Flucht mit seinem Pferd nach Greifenberg und durch die Versetzung mit Hilfe von Bekannten an die Front. Dort wurde die politische Verfolgung nicht so streng gehandhabt. Fritz von Sydow fiel kurz vor Kriegsende in der Nähe von Berlin. Die letzten Besitzer 1947 waren Heinrich, Albrecht und Friedrich von Sydow, die das Gut nach dem Tod des Vaters geerbt hatten; damals lebten im Guts- und Bauerndorf 511 Einwohner.
Zum Ende des Zweiten Weltkriegs wurden Dorf und Gutsbezirk Zirkwitz von der Roten Armee erobert und – wie ganz Hinterpommern – unter polnische Verwaltung gestellt. Nach Flucht und Rückkehr nach dem Ende des Zweiten Weltkrieges wurde die alte brandenburg-pommersche Familie Sydow enteignet und 1947 mit anderen deutschen Ortsangehörigen vertrieben.
Auf dem Anwesen der Familie Sydow wurde die polnische Armee stationiert. Anschließend befand sich ab 1949 auf dem Gut das Hauptquartier des PGR. 1969 wurde der Betrieb Mitglied eines Nationalen Zuchtzentrums. Heute gehört das ehemalige Herrenhaus einem privaten landwirtschaftlichen Unternehmen.

### Demographie
| Jahr | Einwohnerzahl | Anmerkungen                                                                   |
| ---- | ------------- | ----------------------------------------------------------------------------- |
| 1822 | 230           | mit den Pachthöfen Johannshof und Heidehof                                    |
| 1867 | 266           | am 3. Dezember, davon 72 im Dorf und 194 im Gutsbezirk                        |
| 1871 | 271           | am 1. Dezember, davon 64 im Dorf und 207 im Gutsbezirk, sämtlich Evangelische |
| 1933 | 497           | [ 8 ]                                                                         |
| 1939 | 511           | [ 8 ]                                                                         |
| 2004 | 1261          | [ 9 ]                                                                         |

### Kirchspiel
Die bis 1946 anwesende Bevölkerung war evangelisch und besuchte die örtliche Pfarrkirche, die zur Treptower Synode gehörte. Eingepfarrt waren die Ortschaften Gedde, Groß- und Klein-Moitzow, Küssin, Muddelmow, Neu-Zapplin, Parpart, Tressin und Zitzmar. 1909 zählte das gesamte Kirchspiel 1909 Gemeindemitglieder. Letzter deutscher Geistlicher war Pastor Erwin Rutzen.

## Sehenswürdigkeiten
- Kirche des Heiligsten Herzens Jesu, erbaut im Stil der Gotik zu Beginn des 15. Jahrhunderts, der Holzturm später.[10] Die Kirche liegt auf einem Hügel über dem Dorf.
- Ottobrunnen mit Otto-Denkmal am Fuß des Kirchhügels, erbaut 1920. Hier wird des Bischofs und Missionars  Otto von Bamberg und der Taufe der Pommern 1124 gedacht. Aus dem Brunnen soll er  Wasser für die ersten christlichen Taufen in der Umgegend geschöpft haben.[6]
- Gemeindefriedhof bei der Kirche mit Denkmal. (Ehemalige Denkmäler und Gräber der ehemaligen deutschen Bevölkerung waren 2014 nicht mehr anzutreffen. An der Kirchenaußenwand existiert eine Gedenktafel aus dem Jahr 2001, die an die Toten des Ortes bis 1945 erinnern soll.)
- Zweistöckiges neo-klassizistisches Herrenhaus aus dem späten 19. Jahrhundert (mit Park). Es wurde 1906 von der Familie von Sydow wieder aufgebaut. Das Gebäude hat einen rechteckigen Grundplan mit einem Portikus mit dorischen Säulen. Der historische Innenraum hat einen Ballsaal und einen Kamin. In der Nähe des Gebäudes sind einige landwirtschaftliche Gebäude und der Park des Herrenhauses mit einer Fläche von 19 Hektar erhalten. Er hat einen umfangreichen alten Baumbestand, unter anderem mit Linden, Buchen, Eichen, Maulbeerbäumen, Kirschen, Pflaumen und Rotkastanien.
- Im Dorf gibt es Reste historischer Wirtschaftsgebäude aus dem 19. Jahrhundert.

## Kirche
Die Dorfkirche von Cerkwica wurde als hochgelegener stattlicher Backsteinbau im Spätmittelalter (nach 1400) auf rechteckigen Grundriss errichtet. Der Turmunterbau, der erheblich jünger ist als das Langhaus, trägt einen geviertförmigen Holzturm mit zwölfeckigem Steilhelm. Sie ist bereits das dritte Kirchengebäude, das an derselben Stelle errichtet wurde. Im Laufe seiner Geschichte wurde das Gotteshaus mehrfach umgebaut und renoviert. So wurde der Turm 1778 stabilisiert, indem er untermauert, der Holzverband verstärkt und die Glocken tiefer gehängt wurden. Ende des 19. Jahrhunderts wurden die Wände mittels Stützpfeilern und Eisenankern gefestigt. 1927 geriet der Turm durch einen Blitzeinschlag in Brand. Unter dem Kirchenraum befanden sich in einem später zugeschütteten Grabraum Gräber von Einwohnern, Pastoren sowie der Familie von Woedtke. Die Kirche war ursprünglich reich ausgestattet. Erhalten sind u. a. ein Altar und die Kanzel. Der zweigeschossige Altar besteht aus einem säulengetragenen Barockaufbau mit Schnitzereien von Martin Edleber und Malereien von Christian Basche, die 1678 bis 1681 den Altar verzierten. In der Predella ist das Abendmahl dargestellt, im Mittelteil der Gekreuzigte mit Maria und Johannes, flankiert von zwei schwebenden Engeln, die das Blut Jesu auffangen. Im Hintergrund Jerusalem in Öl auf Holz. Das Gebälk trägt Moses und Aaron stehend.
Die Kanzel stammt aus dem Jahr 1681. Am Dachrand der Kanzel befinden sich polychrome Wappen der Stifterfamilien von Woedtke und von Manteuffel. Die Treppenwand und der Kanzelstuhl sind mit allegorischen Motiven aus dem Kirchenleben der Stifter Steffen von Woedtke auf Woedtke und Zirkwitz und seiner Frau Dorothea Lucia von Manteuffel bzw. mit dem Namen Daniel Wendland (Pastor in Cerkwica; † 1685) verziert. In den Füllungen befinden sich geschnitzte Figuren des Matthäus, Markus, Lukas und David. Eine weitere Figur scheint abhandengekommen zu sein. Darüber hinaus existiert eine Holztaufe, offensichtlich nicht mehr in originaler historischer Ausführung. Ursprünglich ist die barocke Ausführung als Sechseck mit geschnitztem Sockel. Das ehemalige geschnitzte Blattwerk ist entfernt, der bekrönte Deckel mit Weltkugel tragendem Christkind wurde offensichtlich durch einen geviertförmigen Deckel, bekrönt von zwei Heiligenfiguren, ersetzt. Teile der Empore stammen aus dem Jahr 1712. Wappenbemalungen der Stifterfamilien – u. a. der Sydow, Strombeck und Heydebreck – wurden übermalt.
Nach Wutstrack wurde in älterer Zeit in der Zirkwitzer Kirche nach dem Sonntagsgottesdienst  vom Pfarrer und den Kirchenvorstehern ein sogenanntes Kuh- oder Köhrgericht abgehalten, wenn es wegen eines in einer Viehherde verunglückten Tiers zu Streitigkeiten gekommen  war.

## Galerie
Otto-Denkmal und Gedenktafel an der Kirche in Cerkwica

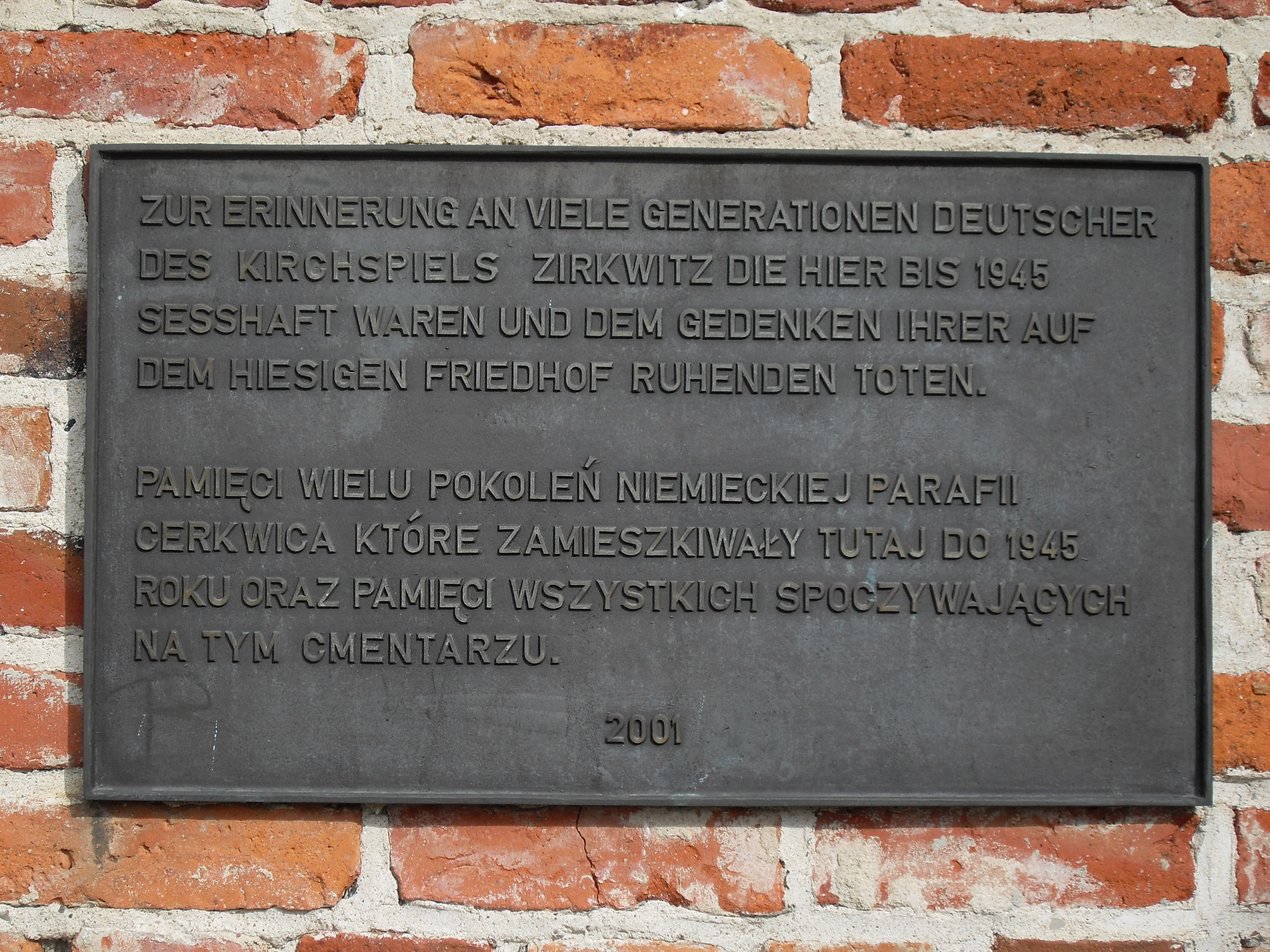
Gedenktafel für Verstorbene vor 1945
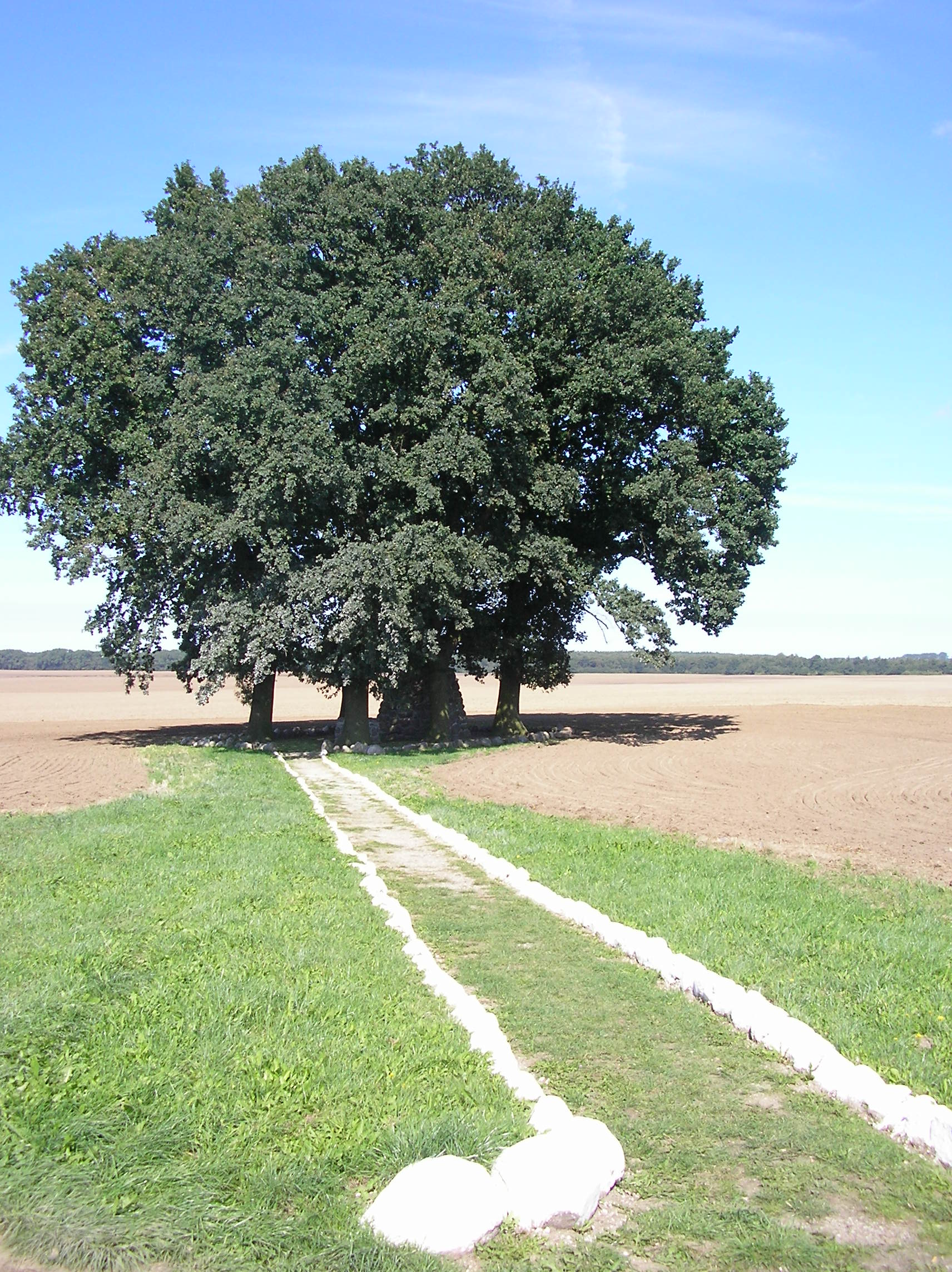
Otto von Bamberg Hain
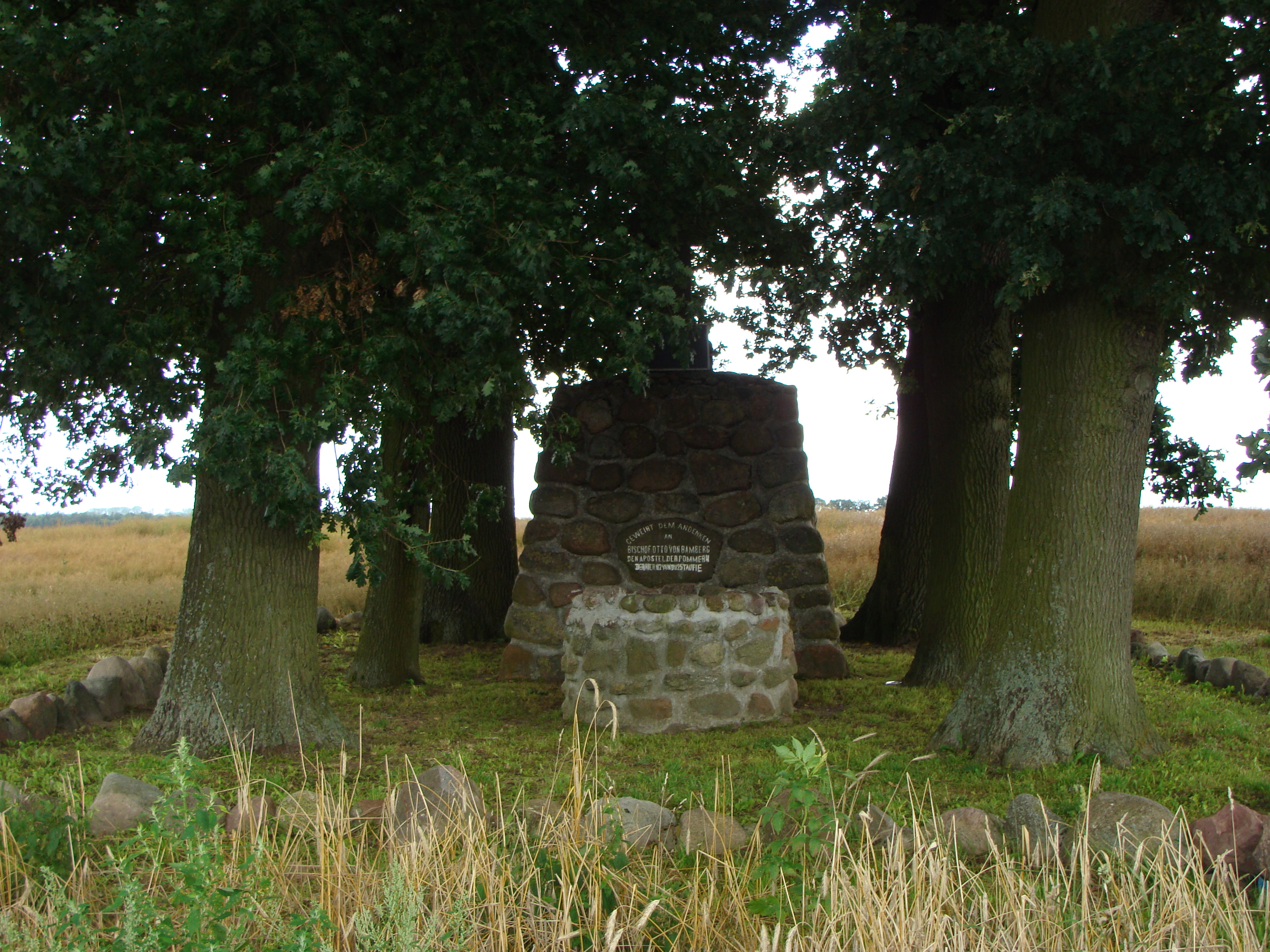
Ottobrunnen
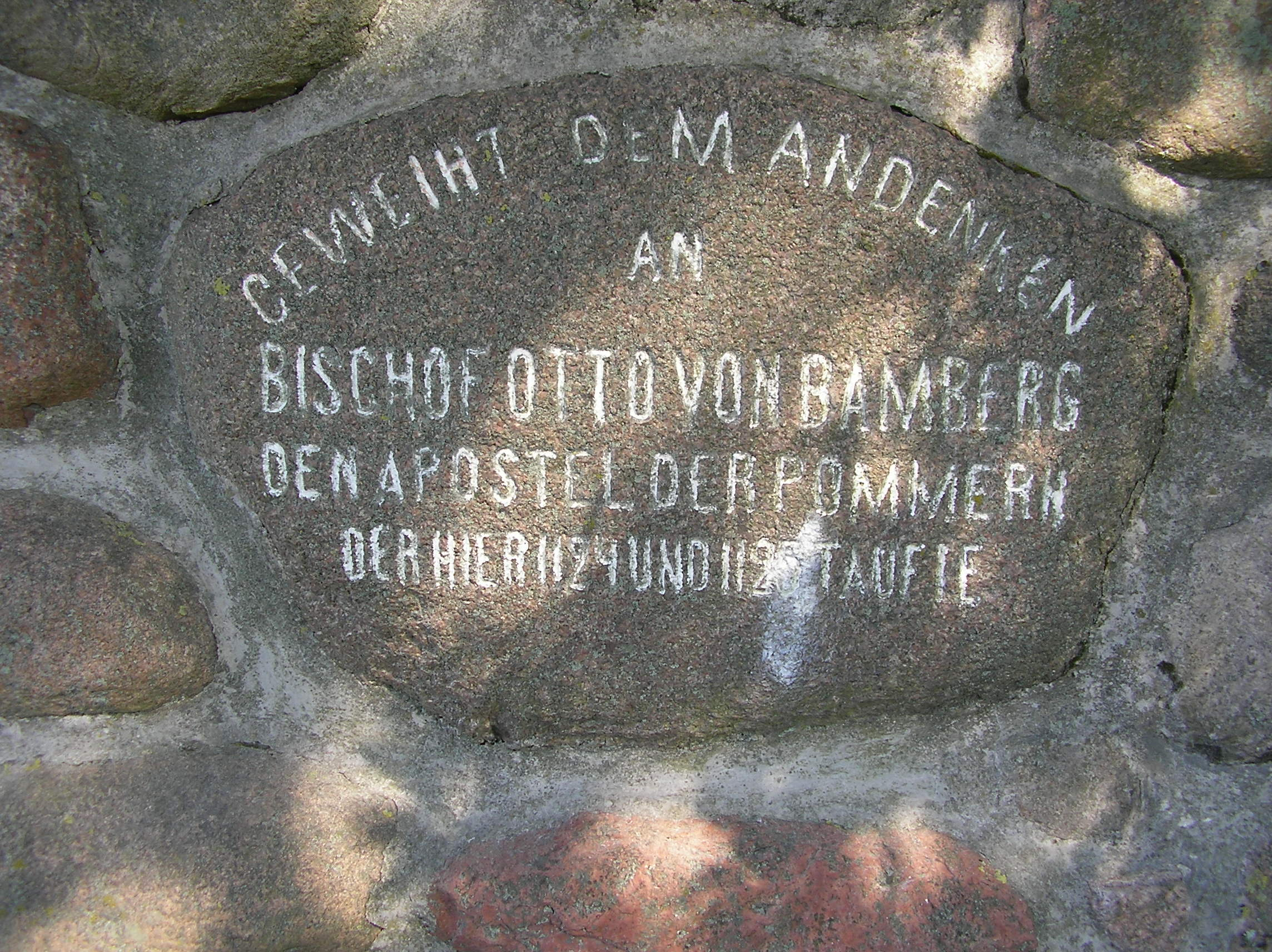
Tafel am Otto-Denkmal

## Persönlichkeiten: Söhne und Töchter des Ortes
- Heinrich Eggard von Woedtke (1733–1806), preußischer Jurist, letzter Oberhauptmann von Lauenburg und Bütow
- Karl Otto von der Osten (1800–1872), deutscher Jurist, Mitglied des Volkshauses des Erfurter Unionsparlaments
- Julius Anton von Poseck (1816–1896), deutscher Prediger und Gemeindegründer der Brüderbewegung